# 193736 Henrythroop
193736 Henrythroop este o planetă minoră (asteroid) din centura de asteroizi. A fost descoperită pe 25 martie 2001 la Observatorul Național Kitt Peak de Marc Buie⁠(d). 
Obiectul prezintă o orbită caracterizată de o semiaxă mare de 2,9993090601879 UAi, o excentricitate de 0,13, o înclinație de 2,8 ° în raport cu ecliptica.